# Lijst van burgemeesters van Meerlo-Wanssum
Dit is een lijst van burgemeesters van de voormalige Nederlandse gemeente Meerlo-Wanssum in de provincie Limburg sinds het ontstaan in 1969. Op 1 januari 2010 is Meerlo-Wanssum voor een deel samengegaan met de gemeenten Horst aan de Maas en Sevenum onder de naam Horst aan de Maas. Een ander deel is toegevoegd aan de gemeente Venray.
| Ambtsperiode | Naam burgemeester        | Partij of stroming | Bijzonderheden                                                 |
| ------------ | ------------------------ | ------------------ | -------------------------------------------------------------- |
| 1969 - 1985  | René (M.J.A.R.) Dittrich | KVP / VVD          | vanaf 1962 al burgemeester van zowel Meerlo als van Wanssum    |
| 1985 - 2009  | Joep (J.H.) Hahn         | VVD                | sinds 2009 waarnemend in verband met gemeentelijke herindeling |